# Neomicrocalamus yunnanensis
Neomicrocalamus yunnanensis är en gräsart som först beskrevs av Tai Hui Wen, och fick sitt nu gällande namn av Dieter Ohrnberger. Neomicrocalamus yunnanensis ingår i släktet Neomicrocalamus och familjen gräs. Inga underarter finns listade i Catalogue of Life.